# Blanche Scott

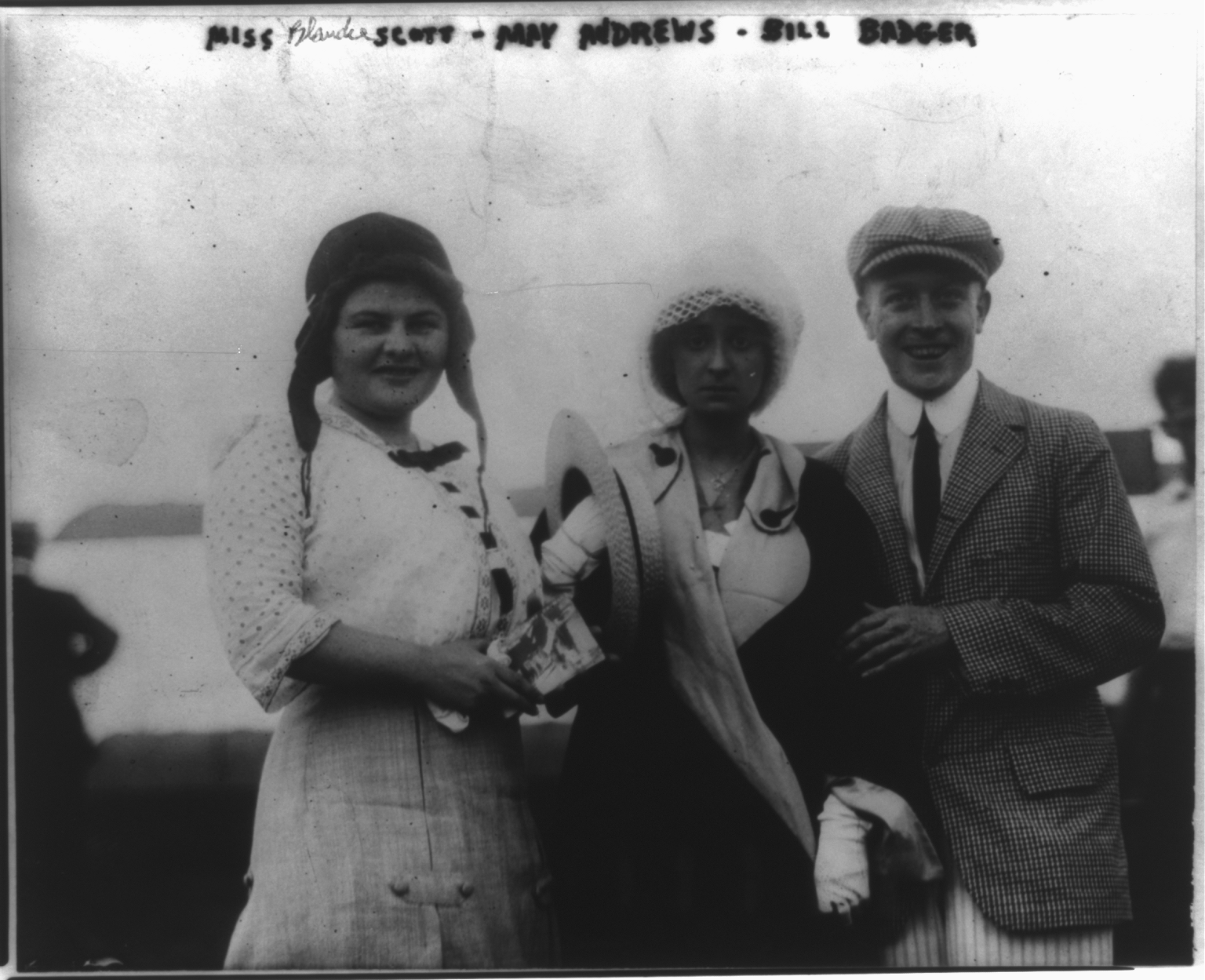
Blanche Scott.

Blanche 'Betty' Stuart Scott, född 8 april 1889 i Rochester i New York, död 12 januari 1970 i Rochester i New York, var en amerikansk flygpionjär.
Scott växte upp i Rochester som dotter till en affärsman. När hon var 13 år köpte hennes pappa en bil som hon snabbt lärde sig köra på gatorna i staden. Hennes stora intresse för bilar och mekaniska föremål gjorde att hon ansågs var en pojkflicka.
Hon blev den första kvinna att genomföra en östlig transkontinental bilfärd från New York till San Francisco 1910. Resan sponsrades av biltillverkaren Willys-Overland Company, med en bil döpt till Lady Overland. (Före henne genomförde Alice Huyler Ramsey en transkontinental bilfärd i västlig riktning.)
Hon startade från New York 16 maj 1910, med på hennes bilfärd var journalisten Gertrude Buffington Phillips som skrev tidningsreportage längs färdvägen. När de passerade genom Dayton Ohio såg man ett Wrightflygplan i luften. När hon nådde San Francisco 23 juli 1910, fick hon följa med på en flygtur som passagerare.
Scotts bilfärd genom Amerika uppmärksammades av Jerome Fanciulli som var anställd av Glenn Curtiss som flyglärare och uppvisningspilot. Fanciulli frågade henne om hon inte ville lära sig flyga. Curtiss som ägde flygskolan var tveksam, men slutligen accepterade han att utbilda en kvinnlig elev.
Hon fick sina första lektioner av Curtiss på fältet vid Hammondsport New York, för att hindra flygplanet från att lätta under hennes utbildning av markkörning, monterade Curtiss fast en träbit under gaspedalen. Men trots begränsningen av gaspådraget lyckades Scott få flygplanet att lätta och flyga en kort sträcka i luften 2 september 1910. Hon fortsatte sin utbildning och blev medlem i Curtiss uppvisningsgrupp till flygmässan i Chicago 1-9 oktober 1910. Hon fortsatte som uppvisningsflygare och var med i Curtiss grupp vid mässan i Fort Wayne Indiana 24 oktober. Hon deltog i flera flyguppvisningar för olika flyggrupper, och hennes mest kända nummer var Death Dives där hon genomförde en inverterad dykning från 1 200 meters höjd ner till cirka 100 meter. Hennes våghalsiga flygning gav henne smeknamnet Tomboy of the Air.
Hon blev USA:s första kvinnliga pilot som genomförde distansflygning. 1911 flög hon en non-stop flygning på 60 miles från Mineola. Hon anställdes 1912 av flygplanstillverkaren Glenn L. Martin som testpilot. 17-25 februari deltog hon i flygtävlingen vid Emeryville race track i Oakland med ett Martin-Curtiss flygplan. Bland de medtävlande märks Lincoln Beachey, Hillery Beachey, Horace Kearney och William Hoff. 1913 ansluter hon stig till Ward exhibition team. Hon drog sig bort från aktivt flygande 1916, på grund av att hon avskydde publikens intresse för flyghaverier och de små möjligheterna att som kvinna slå sig fram som pilot eller flygmekaniker.
Under 1930-talet var hon verksam som manusförfattare åt RKO, Universal, Warner Brothers och andra studior. Hon skrev, producerade och uppträdde i radioprogram som sändes i Kalifornien och New York. 
Hon blev den första amerikanska som flög med ett jetflygplan när hon 6 september 1948 fick följa med Chuck Yeager på en flygtur med en TF-80C. Eftersom hon själv varit stuntflygare bjöd Yeager på en avancerad flygning med loopingar och roll
1954 anställdes hon vid United States Air Force Museum vid Wright-Patterson Air Force Base i Dayton, där hon arbetade med att samla in information om flygets tidiga historia i USA.